# Kirche Groß Ottenhagen
Die Kirche in Groß Ottenhagen war ein verputzter Feldsteinbau aus dem 15. Jahrhundert und diente bis 1945 der Bevölkerung im ostpreußischen Groß Ottenhagen (heute russisch: Berjosowka) als evangelisches Gotteshaus. Heute sind von dem Bauwerk nur noch die Turmruine und Mauerfragmente erhalten.

## Geographische Lage
Berjosowka liegt südwestlich der Rajonshauptstadt Gwardeisk (Tapiau) an der russischen Fernstraße R 508. Das damalige Groß Ottenhagen gehörte bis 1945 zum Landkreis Samland (vor 1939 Landkreis Königsberg (Preußen)) in der preußischen Provinz Ostpreußen. Als Berjosowka ist der Ort heute eine Siedlung innerhalb der Oserkowskoje selskoje posselenije (Landgemeinde Oserk (Groß Lindenau)) in der russischen Oblast Kaliningrad (Gebiet Königsberg (Preußen)). Die nächste Bahnstation ist Oserki-Nowyje an der Bahnstrecke Kaliningrad–Nesterow (Königsberg–Stallupönen/Ebenrode), einem Teilstück der einstigen Preußischen Ostbahn.
Die Kirche in Groß Ottenhagen stand im Oberdorf nördlich der Bahnlinie. Der Standort ist heute schwer auffindbar.

## Kirchengebäude

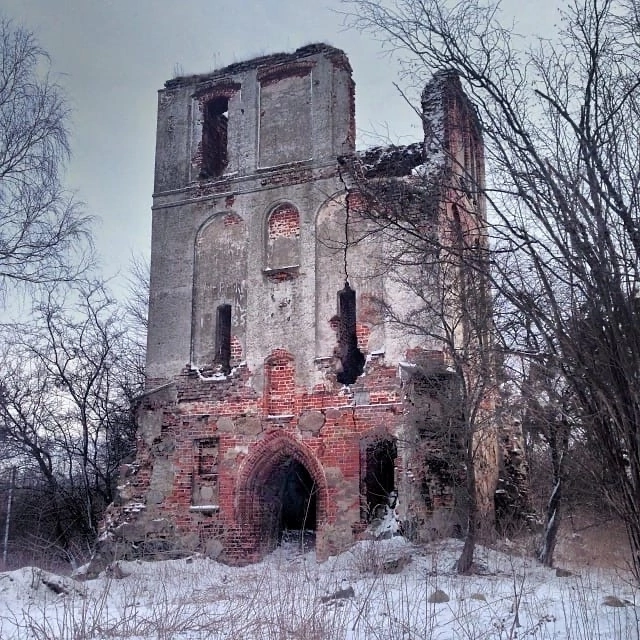
Turmruine der ehemaligen evangelischen Kirche (2022)

Um 1340 hat es in Groß Ottenhagen („Ottinhayn“) bereits ein Kirchengebäude gegeben. Im 15. Jahrhundert entstand dann ein verputzter Feldsteinbau mit Ziegelecken und einem vorgelegten Westturm. Letzterer ist heute noch als Ruine erhalten. In der Mitte des 18. Jahrhunderts wurde das Kirchenschiff durch ein Quergebäude erweitert und dabei eingewölbt und mit Emporen versehen.
Die Innenausstattung stammte aus den Jahren zwischen 1715 und 1720. Der Kanzelaltar soll von Johann Christoph Döbel stammen und war vielleicht schon eher entstanden. Ursprünglich stand der Altar an der Südwand des Langhauses, erst 1740 wurde er mit der Kanzel vereinigt. Ein Beichtstuhl aus dem Jahre 1695 – er stammte aus der Werkstatt des Altarmeisters – mit spitzzackigem Blätterwerk und gewundenen Säulen war ein besonderes Inventarstück.
Im Jahre 1877 wurde die Kirche in erheblichem Maße restauriert. Die Kirchturmspitze, die bis dahin mit Holzschindeln gedeckt war, wurde niedriger und erhielt eine Welsche Haube aus Blech. Die Turmhöhe betrug 32 Meter.
Durch die Ereignisse zu Kriegsende hat das Dorf Groß Ottenhagen schwer gelitten. Die Kirche wurde stark beschädigt, der Turmhelm zerstört und das Dach brannte ab. Jetzt existiert außer einigen Mauerfragmenten nur noch die Turmruine.

## Kirchengemeinde
Die Gründung einer Kirche in Groß Ottenhagen erfolgte in der Ordenzeit um 1340. Die Reformation hielt hier bald Einzug, der erste lutherische Geistliche Johann Tiburtius hatte noch die Kirche Starkenberg (heute russisch: Krasny Bor)  mitzuversorgen. Im Jahre 1543 fand hier eine Kirchenvisitation statt. Vor 1945 gehörte das Kirchspiel Groß Ottenhagen zum Kirchenkreis Königsberg-Land I (südlich des Pregel) in der Kirchenprovinz Ostpreußen der Kirche der Altpreußischen Union. Bei der Volkszählung im Jahr 1925 wurde insgesamt 2800 Gemeindeglieder registriert, die in 16 Kirchspielorten lebten.
Durch die Ereignisse des Zweiten Weltkrieges mit Flucht und Vertreibung der einheimischen Bevölkerung sowie aufgrund der restriktiven Kirchenpolitik in der Sowjetunion kam das kirchliche Leben in Berjosowka wie auch in der ganzen Königsberger Region zum Erliegen.
Erst in den 1990er Jahren entstanden in der Oblast Kaliningrad wieder neue evangelisch-lutherische Gemeinden, von denen die in Gwardeisk (Tapiau) Berjosowka am nächsten liegt. Sie ist eine Filialgemeinde der Auferstehungskirche in Kaliningrad (Königsberg) in der Propstei Kaliningrad der Evangelisch-lutherischen Kirche Europäisches Russland.

### Kirchspielorte
Zum Kirchspiel Groß Ottenhagen gehörten 16 Ortschaften (* = Schulort):
| Name              | Russischer Name |  | Name               | Russischer Name |
| ----------------- | --------------- |  | ------------------ | --------------- |
| Ellerwalde        |                 |  | Lindenthal         | Juschnoje       |
| *Groß Barthen     | Osjornoje       |  | *Neu Lindenau      | Datschnoje      |
| *Groß Lindenau    | Oserki          |  | Rosengarten        | Sapadnoje       |
| *Groß Ottenhagen  | Berjosowka      |  | Sand b. Löwenhagen |                 |
| Klein Lindenau    | Osjorskoje      |  | Seewalde           | Ostrowskoje     |
| *Klein Ottenhagen | Polessje        |  | Vorwerk Schäferei  | Kastanowka      |
| Lindenberg        | Saosjarnoje     |  | Waldhof            | Saizewo         |
| Lindenhof         | Roslowka        |  | Worienen           | Pestschanoje    |

### Pfarrer
In der Zeit von der Reformation bis 1945 amtierten an der Groß Ottenhagener Kirche 26 evangelische Geistliche:
| - Johann Tiburtius, bis 1547 - NN. - Simon Zimmermann, 1560 - Salomo Metzdorf, ab 1568 - Johann Dominicus, 1579/1583 - Ulrich Sudner, 1612–1641 - Georg Cäsar, 1642–1664 - Georg Landt, 1665–1694 - Paul Mirus, 1695–1706 - Michael Schütz, 1706–1726 - Heinrich Fischer, 1727–1742 - Abraham Gerlach, 1742–1781 - Gottlieb Christ. Mertens, 1782–1786 | - Friedrich Ludwig Bruno, 1786–1807 - Gottfried W. Steffen, 1807–1811 - Samuel Friedrich Schepke, 1712–1721 - Carl Heinrich W. Neumann, 1822–1834 - Georg Otto Bodien, 1834–1855 - Otto Leopold Claaß, 1855–1870 - Alexander Carl L. Dodillet, 1870–1878 - Anton Gustav Laudien, 1878–1883 - Reinhold Fürchtegott Klein, 1884–1916 - Karl Johann Gombert, 1893–1894 - Friedrich L. Wolter, 1916–1927 - Ernst Müller, 1927–1933 - Bruno Brombach, 1934–1945 |

### Kirchensiegel
Das Jahrhunderte alte Siegel der Kirche Groß Ottenhagen ist erhalten geblieben. Anna Kraemer, die Tochter des früheren Küsters Wichmann hat es durch Internierung im Nachkriegsostpreußen hindurch bis in den Westen gerettet. Es wird heute im Preußen-Museum in Minden aufbewahrt.
- Ottenhagen, Rittergut, Landkreis Königsberg, Regierungsbezirk Königsberg, Provinz Ostpreußen, mit Eintrag aus Meyers Orts- und Verkehrslexikon, Ausgabe 1912, sowie einer historischen Landkarte der Umgebung von Ottenhagen (meyersgaz.org).
- Adolf Boetticher: Die Bau- und Kunstdenkmäler der Provinz Ostpreußen. Band 1: Die Bau- und Kunstdenkmäler des Samlandes. Königsberg 1898, S. 100–101 (Google Books).
- Agathon Harnoch: Chronik und Statistik der evangelischen Kirchen in den Provinzen Ost- und Westpreußen, Nipkow, Neidenburg 1890, S. 45 (Google Books).